# Mario Novelli
Mario Novelli (Pola, 12 ottobre 1913 – Trieste, 9 novembre 1964) è stato un cestista italiano.

## Carriera
Ha vinto tre scudetti consecutivi con l'Olimpia Milano: 1938-39, 1939-40 e 1940-41. Con la Nazionale ha preso parte al primo torneo olimpico della storia a Berlino 1936, ed agli Europei 1939.

## Palmarès
- Campionato italiano: 3

Olimpia Milano: 1938-1939
Ginnastica Triestina: 1939-40, 1940-41